# Paradise Sky
Paradise Sky è un romanzo western dell'autore statunitense Joe R. Lansdale del 2015. 
Il romanzo, che rivisita la storia di Nat Love, un personaggio realmente esistito dell'epopea western, nasce dall'unione e dall'espansione dei racconti Vita da soldati (Soldierin'), incluso nella raccolta Bleeding Shadows (in Notizie dalle tenebre  in Italia), e Hide and Horns (ancora inedito in Italia).
Nat Love compare anche nel racconto lungo Black Hat Jack, pubblicato in inglese dalla Subterranean Press, ancora inedito in Italia.

## Trama
Qualche anno dopo la fine della guerra di secessione, il giovane Willie Jackson, figlio di un ex schiavo del Texas orientale, si sofferma a osservare il posteriore di una donna bianca. Il marito di questa, Sam Ruggert, razzista fino al midollo, se ne accorge e chiama a raccolta i suoi concittadini per un linciaggio. Willie corre a casa e racconta a suo padre ciò che sta accadendo; questi, immaginandone le conseguenze, gli dice di nascondersi nella foresta prima che arrivi la folla inferocita. Willie torna poi a casa scoprendo che Ruggert e i suoi uomini hanno brutalmente assassinato suo padre e bruciato la capanna; Willie allora fugge ancora più lontano e, mentre cerca di rubare un cavallo in una fattoria, s'imbatte nel padrone, Tate Loving, che rimane ad ascoltare la sua storia e gli offre vitto e alloggio in cambio del suo lavoro nei campi e col bestiame. 
Loving si affeziona al ragazzo e gli insegna a leggere, scrivere, cavalcare e sparare, divenendo per lui un mentore e un secondo padre. Passano così quattro anni; Ruggert, giunto alla fattoria di Loving per offrirgli i suoi servigi di macellaio, riconosce Willie a causa delle sue orecchie a sventola. Loving, che già da tempo soffre di un cancro incurabile, raccomanda a Willie di fuggire prima che torni Ruggert, poi si spara lasciando al giovane una lettera in cui spiega il suo gesto. In onore del suo mentore, Willie assume il nome di Nat Love e si dirige a ovest per arruolarsi nella cavalleria degli Stati Uniti assieme a Cullen, un altro ex schiavo che ha incontrato durante il tragitto e del quale diventerà grande amico. Durante un pattugliamento la sua unità viene però attaccata dagli Apache ed è spazzata via: rimangono vivi solo lui, al quale l'ufficiale aveva affidato temporaneamente il comando, e Cullen. Temendo di essere ritenuti responsabili del disastro, i due superstiti disertano e, assieme a un gruppo di prostitute cinesi che hanno abbandonato il loro protettore, si dirigono a nord nella piccola città mineraria di Deadwood, nel Territorio del Dakota.
Qui Willie/Nat trova impiego come uomo delle pulizie in un saloon, poi come buttafuori. In questa veste fa la conoscenza del celebre pistolero Wild Bill Hickok, che lo prende in simpatia. Nat assiste poi al suo omicidio, dopo una partita a carte andata male.
Mentre Cullen sposa una delle prostitute cinesi che ha cessato la sua attività, Nat incontra Win Finn, una giovane di sangue misto che vive con la vedova del padre, e s'innamora di lei. A Deadwood si trova però anche Ruggert, che dopo essere sopravvissuto a uno scotennamento da parte degli indiani ed essersi dedicato con un certo successo al business minerario, si è associato a diversi professionisti del crimine: il colossale Finkelstein detto Golem e il mellifluo Mergatroit detto Faina. Per allontanarsi da lui, Nat decide di lasciare la città con Win e la signora Finn dopo aver vinto una gara di tiro a segno che gli vale il soprannome di "Deadwood Dick". Ruggert e i suoi uomini però raggiungono Nat, lo pestano a sangue e lo cuciono in una pelle di vacca bagnata che lasciano sotto il sole cocente, perché restringendosi arrivi a stritolarlo; inoltre violentano e torturano le due donne, uccidendo l'anziana. 
Nat viene salvato dall'intervento di Cullen e di Bronco Bob, l'altro finalista della gara; insieme trovano il cadavere della signora Finn e riescono a riprendersi Win, che però rimane quasi sempre in uno stato catatonico. Avendo udito che Ruggert potrebbe trovarsi in Kansas, Nat decide di recarvisi con Bronco Bob e Jim detto Red, l'ex aiutante di quest'ultimo che è tornato da lui, e si stabilisce a Dodge City. Qui Red inizia a salire la china del crimine, mentre lo stalliere Cecil Jenkins fa sapere a Nat che Golem si trova in un bordello del posto. Nat riesce a eliminarlo poi, per cambiare aria, accetta di guidare fino a Fort Smith in Arkansas il predicatore di colore Luther Pine coi suoi figli Ruthie e Samson. Nat trova in Luther un'altra persona con cui confidarsi a cuore aperto. Ruthie, dal canto suo, dichiara a Nat di essersi innamorata di lui, ma l'uomo vuole restare fedele alla sua amata Win.
Dopo aver passato l'inverno a Fort Smith lavorando come uomo delle pulizie in un emporio, Nat torna a Deadwood, solo per vedere Win spirare. Torna allora Fort Smith dove si fa assumere come vicesceriffo dal giudice Parker e si trova come superiore lo sceriffo Bass Reeves, anch'egli di colore, di cui apprezza l'efficienza ma non l'uso gratuito della violenza, come nel caso di un uomo accusato del furto di un maiale, che uccide senza titubanza.
Un giorno, Nat vede passare un carro sul quale sono trasportati dei criminali da processare, tra i quali si trova anche Red che, parlando a tu per tu col suo conoscente, dà la colpa dei delitti che ha commesso all'alcool e all'influenza nefasta di Ruggert, pregandolo di mettere una buona parola col giudice. Questi però rivela al vicesceriffo che tra i suoi crimini ci sono anche lo stupro e l'uccisione di bambini, così Nat accetta la probabilissima condanna a morte come inevitabile.
Nat si mette con lo scout Choctaw Tom sulle tracce di Pinocchio Joe e Indian Charlie Doolittle, due uomini assoldati da Ruggert che sono stati segnalati nella zona, sperando che li portino dal capobanda. Doolittle è colto di sorpresa da Nat e Choctaw Tom ed è costretto a rivelare il nascondiglio di Ruggert, una grotta nei dintorni; mentre cerca di avvertire i suoi complici è ucciso per errore da Pinocchio Joe, il quale è successivamente eliminato da Nat, che ha un ultimo confronto verbale con Ruggert, travolto dal bestiame che aveva rubato e finito in fondo alla grotta con una gamba rotta. Ruggert finisce coll'arrendersi ed è impiccato assieme a Red. Nat si sposa con Ruthie e ha con lei due figli.

## Personaggi
Willie Jackson, noto poi come Nat Love e Deadwood Dick
Giovane afroamericano, nato schiavo e divenuto libero con la sconfitta dei Confederati. Assume il soprannome di Nat Love dal suo mentore Tate Loving; quello di Deadwood Dick gli viene attribuito dopo la gara di tiro a Deadwood.
Il padre di Willie
Ex schiavo dedito all'agricoltura. Rimasto vedevo, vive col figlio ed è ucciso a casa sua dalla folla inferocita che non ha trovato suo figlio per linciarlo.
Sam Ruggert
Ex soldato confederato, poi agricoltore, commerciante, imprenditore e capo di una banda criminale. Sopravvive a uno scotennamento da parte degli apache quando si era recato nel territorio indiano alla ricerca di Willie.
Cullen, detto l'Ex Negro di Casa
Ex domestico di un giovane padrone bianco del Sud, che aveva seguito in guerra e al quale era sinceramente affezionato. Dopo la morte del suo padrone e la devastazione della tenuta si arruola in cavalleria con Willie/Nat, per poi disertare con lui.
Il colonnello Hatch
Ufficiale bianco a capo del Nono Cavallieria, del quale sono entrati a far parte Willie/Nat e Cullen.
Tornado
Sergente di colore, superiore di Willie/Nat e Cullen.
Rutherford, Bill, Rice e Prickly Pear
Commilitorni di Willie/Nat e Cullen. Rimangono tutti uccisi dagli apache.
Cramp
Cacciatore di taglie ingaggiato da Ruggert per cercare Willie, di ascendenza africana e seminole. Viene trovato da Willie/Nat e Cullen con una gamba schiacciata sotto il suo cavallo morto; è assistito da loro durante l'agonia e si fa promettere di essere seppellito in terra consacrata, cosa li obbliga a portare a lungo con loro il suo cadavere.
Il cuoco cinese
Gestore di una trattoria nella località di Ramsack, e protettore di prostitute sue connazionali.
Wing Ding, detta anche Ling Ding, Ching-a-Ling e Gambadilegno
Prostituta con una protesi di legno di una gamba.
Wow
Secondo Willie/Nat si tratta della più brutta delle prostitute partite con lui e Cullen da Ramsack, ma è anche l'unica che parli bene inglese. Diventa la moglie di Cullen.
Al Swearengen
Datore di lavoro di Will/Nate a Deadwood
Win Finn
Giovane di razza mista, con origini da parte materna africane e cherokee, ed europee da parte paterna. Dopo la morte di suo padre si prende cura della vedova di lui. Suona il flauto e per guadagnarsi da vivere cattura i ratti che flagellano Deadwood, facendo mostra d'ispirarsi al pifferaio di Hamelin; in realtà i ratti sono attirati dall'odore delle sostanze di cui ha cosparso i sacchi in cui li intrappola.
La signora Finn
Agiata proprietaria terriera della Georgia prima della guerra di secessione. Vive con Win, che considera la sua figlioccia.
James Butler Hickok, detto Wild Bill Hickok
Famoso pistolero e giocatore d'azzardo.
Calamity Jane
Famosa pistolera. Partecipa a una festa da ballo a Deadwood e ha un rapporto sessuale con Wild Bill Hickok.
Finklestein, detto Golem
Colossale e spietato malvivente, di origine forse ebrea tedesca. È convinto di essere invincibile grazie a un segno che si dipinge sulla fronte, come la creatura della leggenda.
Mergatoit, detto Faina
Ex soldato e cacciatore di bisonti, poi malvivente alle dipendenze di Ruggert. Viene trovato e ucciso da Willie/Nat dopo aver avuto un diverbio con Golem ed essere stato ferito gravemente da lui.
Charlie Utter
Amico di Wild Bill Hickok.
Jack McCall
Ometto dall'aspetto sgradevole, giocatore d'azzardo e uccisore di Wild Bill Hickok. Inizialmente assolto da una giuria composta da minatori, viene poi riprocessato e impiccato.
Bob Brennen, detto Bronco Bob
Pistolero giunto a Deadwood per partecipare alla gara di tiro. Scrive anche romanzetti d'avventure, alcuni dei quali avranno Deadwood Dick come protagonista.
Checkers Chancey
Giudice della gara di tiro.
Tobacco Mouth e Prairie Dog
Altri concorrenti della gara di tiro.
Jim, detto Tim e poi Kid Red
Ragazzotto dai capelli rossi, assunto da Bronco Bob per aiutarlo durante la gara di tiro. Lavora poi alle dipendenze di minatori ma, sentendosi sfruttato, torna da Bronco Bob, che lo inizia all'alcool e alle armi da fuoco, rimpiangendo di averlo fatto quando il ragazzo prende una brutta strada.
Cecil Jenkins
Stalliere di Dodge City, ai cui servigi ricorre Nat appena giunto in città.
Deger
Sceriffo di Dodge City.
Mabel Jean
Tenutaria di un bordello di Dodge City e amante di Cecil.
Luther Pine
Predicatore di colore vedovo. Desidera recarsi in Arkansas per seppellire nella città natale il cadavere di sua moglie Geraldine, che conserva in salamoia in una botte. Dopo aver passato diverse confessioni cristiane ed essere rimasto insoddisfatto da ognuna di loro, ne fonda una propria.
Ruthie Pine
Figlia diciottenne di Luther.
Samson
Figlio minore di Luther
Isaac Parker
Giudice a Fort Smith, noto per comminare pene severissime ma anche per essere immune da pregiudizi razziali.
Bass Reeves
Sceriffo di colore di Fort Smith.
Jason
Proprietario di un emporio, datore di lavoro di Nat a Fort Smith.
Washington
Collega di Nat all'emporio di Fort Smith.
Ledbetter
Sceriffo di una cittadina vicina a Fort Smith che chiede l'aiuto di Bass Reeves.
Choctaw Tom
Scout originario della tirbà choctaw, di cui si servono Bass e Nat.
Chooky Bullwater
Mezzosangue creek accusato del furto di un maiale, ucciso da Bass per aver rifiutato di restituirlo.
Joe Bullwater, detto Pinocchio Joe
Malvivente alle dipendenze di Ruggert, fratello di Chooky. Deve il soprannome al suo lungo naso.
Charlie Doolittle, detto Indian Charlie
Altro malvivente alle dipendenze di Ruggert, ucciso per errore da Pinocchio Joe.
Bump
Allevatore di bovini rapinato dai precedenti.
Franklin
Uomo che viene impiccato con Ruggert e Red perché, ubriaco, aveva ucciso una donna credendo che fosse un cervo.
Jesse
Cavallo del padre di Willie, usato da quest'ultimo nella sua fuga fino alla casa di Tate Loving.
Satana
Cavallo dell'esercito dal manto nero, tenuto da Willie/Nat anche dopo la sua diserzione per la sua forza e velocità.

## Riconoscimenti
L'associazione Western Writers of America assegnò al romanzo lo Spur Award come miglior romanzo storico del 2016.

## Edizioni
- (EN) Joe R. Lansdale, Paradise Sky, Mulholland Books, 2015, ISBN 978-0-316-32937-8.
- Joe R. Lansdale, Paradise Sky, collana Stile Libero. Big, traduzione di Luca Briasco, Torino, Einaudi, 2016, ISBN 978-88-06-23036-4.
- Joe R. Lansdale, Paradise Sky, collana Super ET, traduzione di Luca Briasco, Torino, Einaudi, 2017, ISBN 978-88-06-23575-8.